# Матчи сборной Москвы по футболу (1913)
Сезон 1913 года стал 7-м в истории сборной Москвы по футболу.
В нем сборная провела 4 официальных матча — 2 международных и 2 внутренних междугородних (оба — соревновательные в рамках Чемпионата Российской империи 1913 года), а также 14 неофициальных матчей (в том числе один международный).

## Классификация матчей
По установившейся в отечественной футбольной истории традиции официальными принято считать матчи первой сборной с эквивалентным по статусу соперником (сборные городов, а также регионов и республик); матчи с клубами Москвы и других городов составляют отдельную категорию матчей.
Международные матчи также разделяются на две категории: матчи с соперниками топ-уровня (в составах которых выступали футболисты, входящие в национальные сборные либо выступающие в чемпионатах (лигах) высшего соревновательного уровня своих стран — как профессионалы, так и любители) и (начиная с 1920-х годов) международные матчи с так называемыми «рабочими» командами (состоявшими, как правило, из любителей невысокого уровня).

## Статистика сезона
| 1913           |                                   |      |
| Н (1)          | Москва — «Новогиреево»            | 2:3  |
| Н (2)          | Москва — «Сокольнический» КЛ      | 4:1  |
| МН 11          | Москва — Швеция                   | 1:4  |
| Н (3)          | Москва — КС «Орехово»             | 4:5  |
| Н (4)          | Москва (II) — «Замоскворецкий» КС | 4:0  |
| Н (5)          | Москва — Москва (II)              | 5:0  |
| Н (6)          | Москва — КС «Орехово»             | 1:1  |
| Н (7)          | Москва — Москва (II)              | 5:2  |
| Н (8)          | Москва — КС «Орехово»             | 7:1  |
| Н (9)          | Москва — Лига Николаевкой ж/д     | 2:1  |
| Н (10)         | Москва (II) — «Замоскворецкий» КС | 1:5  |
| Н (11)         | Москва — Лига Казанской ж/д       | 6:1  |
| С 4            | Москва — Богородск                | 10:0 |
| МН 12          | Москва — Норвегия                 | 3:0  |
| Н (12)         | Москва (II) — Норвегия            | 1:4  |
| С 5            | Москва — Санкт-Петербург          | 0:3  |
| Н (13)         | Москва — КС «Орехово»             | 2:3  |
| Н (14)         | Москва — «Сокольнический» КЛ      | 2:2  |
| Итого          |                                   |      |
| И В Н П М      |                                   |      |
| 4 2 1 14−7     |                                   |      |
| 14 7 2 5 46−29 |                                   |      |

## Официальные матчи

### 21. Москва — Швеция — 1:4
Международный товарищеский матч 11 (отчет )

| Москва        | 1:4 | Швеция                                                |
| ------------- | --- | ----------------------------------------------------- |
| - Т.Джонс 15′ |     | - 11′ К.Густафссон - 43′ Ансен - Хелльберг - Ховандер |

| Игрок                  | Клуб                |                                                                   | Вышел на замену | Гол   |
| ---------------------- | ------------------- | ----------------------------------------------------------------- | --------------- | ----- |
| Бабыкин, Сергей        | «Замоскворецкий» КС | Серебряный гол · Серебряный гол · Серебряный гол · Серебряный гол | 2               | (-14) |
|                        |                     |                                                                   |                 |       |
| Кастелло, К.           | «Британский» КС     |                                                                   | 1               |       |
| Миндер, Владимир       | «Унион»             |                                                                   | 5               |       |
|                        |                     |                                                                   |                 |       |
| Филатов II, Сергей     | «Замоскворецкий» КС |                                                                   | 6               |       |
| Фельгенгауэр, Василий  | «Унион»             |                                                                   | 3               |       |
| Акимов, Андрей         | КС «Орехово»        |                                                                   | 9               | 1     |
|                        |                     |                                                                   |                 |       |
| Томас, Эдвард          | «Британский» КС     |                                                                   | 3               |       |
| Ньюман, Гарри          | «Британский» КС     |                                                                   | 11              | 8     |
| Джонс, Томас           | «Британский» КС     | Гол                                                               | 6               | 2     |
| Чарнок, Уильям "Вилли" | КС «Орехово»        |                                                                   | 8               |       |
| Золкин, Леонид         | КС «Орехово»        |                                                                   | 1               |       |

| Швеция       |     |
| ------------ | --- |
| К.Густавссон |     |
|              |     |
| Мальм        |     |
| Тёрнквист    |     |
|              |     |
| Ф.Петерссон  |     |
| К.Нильссон   |     |
| С.Петерсен   |     |
|              |     |
| Хелльберг    | Гол |
| И.Свенссон   |     |
| Ховандер     | Гол |
| К.Густафссон | Гол |
| Ансен        | Гол |

|  |  |  |  |

### 22. Москва — Богородск — 10:0
Соревновательный матч 4 — Чемпионат Российской империи 1913, 1/4 финала (отчет )

| Москва                       | 10:0 | Богородск |
| ---------------------------- | ---- | --------- |
| - ? 20′ - В.Чарнок - Житарев |      |           |

| Игрок                  | Клуб                |                 | Вышел на замену | Гол  |
| ---------------------- | ------------------- | --------------- | --------------- | ---- |
| Мартынов, Александр    | «Новогиреево»       |                 | 1               | (-0) |
|                        |                     |                 |                 |      |
| Воронцов, Иван         | «Новогиреево»       |                 | 1               |      |
| Коротков, Николай      | «Новогиреево»       |                 | 1               |      |
|                        |                     |                 |                 |      |
| Воздвиженский, Иван    | «Замоскворецкий» КС |                 | 3               |      |
| Чарнок, Уильям "Вилли" | КС «Орехово»        | Гол             | 9               | 1    |
| Акимов, Андрей         | КС «Орехово»        |                 | 10              | 1    |
|                        |                     |                 |                 |      |
| Смирнов, Михаил        | «Унион»             |                 | 11              |      |
| Фосс, А.               | «Новогиреево»       |                 | 1               |      |
| Гришин                 | «Новогиреево»       |                 | 1               |      |
| Житарев, Василий       | «Замоскворецкий» КС | Гол · Гол · Гол | 5               | 3    |
| Борисов                | «Новогиреево»       |                 | 1               |      |
| Тренер                 |                     |                 |                 |      |
| Гаскелл, Артур         |                     |                 | 1               |      |

| Богородск   |  |
| ----------- |  |
| Манцирев    |  |
|             |  |
| Гусев (I)   |  |
| Загонов     |  |
|             |  |
| Федоров     |  |
| Юрханов     |  |
| Усов        |  |
|             |  |
| Гусев (II)  |  |
| Цветков     |  |
| Мелихов     |  |
| Колонин     |  |
| Коломенский |  |

### 23. Москва — Норвегия — 3:0
Международный товарищеский матч 12 (отчет )

| Москва                              | 3:0 | Норвегия |
| ----------------------------------- | --- | -------- |
| - Житарев 7′ (пен.) 36′ - Манин 64′ |     |          |

| Игрок                  | Клуб                |           | Вышел на замену | Гол   |
| ---------------------- | ------------------- | --------- | --------------- | ----- |
| Матрин, Дмитрий        | «Унион»             |           | 5               | (-10) |
|                        |                     |           |                 |       |
| Джонс, Томас           | «Британский» КС     |           | 7               | 2     |
| Воронцов, Иван         | «Новогиреево»       |           | 2               |       |
|                        |                     |           |                 |       |
| Воздвиженский, Иван    | «Замоскворецкий» КС |           | 4               |       |
| Чарнок, Уильям "Вилли" | КС «Орехово»        |           | 10              | 1     |
| Акимов, Андрей         | КС «Орехово»        |           | 11              | 1     |
|                        |                     |           |                 |       |
| Денисов, Николай       | КФ «Сокольники»     |           | 1               |       |
| Троицкий, Алексей      | «Унион»             |           | 1               |       |
| Манин, Борис           | «Унион»             | Гол       | 5               | 5     |
| Житарев, Василий       | «Замоскворецкий» КС | Гол · Гол | 6               | 5     |
| Романов, Сергей        | «Замоскворецкий» КС |           | 1               |       |
| Тренер                 |                     |           |                 |       |
| Гаскелл, Артур         |                     |           | 2               |       |

| Норвегия   |  |
| ---------- |  |
| Омонд      |  |
|            |  |
| М.Андерсен |  |
| Бьеркхольм |  |
|            |  |
| В.Хансен   |  |
| Халльберг  |  |
| Г.Андерсен |  |
|            |  |
| Б.Хансен   |  |
| Лауритсен  |  |
| Рууд       |  |
| К.Педерсен |  |
| Хелльсен   |  |

|  |  |  |  |

### 24. Москва — Санкт-Петербург — 0:3
Соревновательный матч 5 — Чемпионат Российской империи 1913, 1/2 финала (отчет )

| Москва | 0:3 (от) | Санкт-Петербург                                   |
| ------ | -------- | ------------------------------------------------- |
|        |          | - 98′ С.Филиппов - 106′ В.Бутусов - 115′ Н.Детлов |

| Игрок                  | Клуб                |                                                  | Вышел на замену | Гол   |
| ---------------------- | ------------------- | ------------------------------------------------ | --------------- | ----- |
| Матрин, Дмитрий        | «Унион»             | Серебряный гол · Серебряный гол · Серебряный гол | 6               | (-13) |
|                        |                     |                                                  |                 |       |
| Воронцов, Иван         | «Новогиреево»       |                                                  | 3               |       |
| Эйдж, Генри            | «Замоскворецкий» КС |                                                  | 2               |       |
|                        |                     |                                                  |                 |       |
| Воздвиженский, Иван    | «Замоскворецкий» КС |                                                  | 5               |       |
| Чарнок, Уильям "Вилли" | КС «Орехово»        |                                                  | 11              | 1     |
| Акимов, Андрей         | КС «Орехово»        |                                                  | 12              | 1     |
|                        |                     |                                                  |                 |       |
| Денисов, Николай       | КФ «Сокольники»     |                                                  | 2               |       |
| Троицкий, Алексей      | «Унион»             |                                                  | 2               |       |
| Манин, Борис           | «Унион»             |                                                  | 6               | 5     |
| Житарев, Василий       | «Замоскворецкий» КС |                                                  | 7               | 5     |
| Романов, Сергей        | «Замоскворецкий» КС |                                                  | 2               |       |
| Тренер                 |                     |                                                  |                 |       |
| Гаскелл, Артур         |                     |                                                  | 3               |       |

| Санкт-Петербург |     |
| --------------- | --- |
| Шаверин         |     |
|                 |     |
| Хухрин          |     |
| Громов          |     |
|                 |     |
| Виберг          |     |
| Хромов          |     |
| Лагунов         |     |
|                 |     |
| И.Егоров        |     |
| Н.Детлов        | Гол |
| В.Бутусов       | Гол |
| Монро           |     |
| С.Филиппов      | Гол |

## Неофициальные матчи
1. Матч в фонд любителей легкой атлетики
| Москва         | 2:3 | «Новогиреево»   |
| -------------- | --- | --------------- |
| - Т.Джонс 1:0′ |     | - 1:1′ П.Золкин |

| Москва: ... Т.Джонс, Томас... «Новогиреево»: А.Мартынов - Коротков, Воронков - Скворцов, Горшков, Игнатов - Курихин, Чинилин (I), Чинилин (II), П.Золкин, ... |

2. Тренировочный матч
| Москва | 4:1 | «Сокольнический» КЛ |
| ------ | --- | ------------------- |
|        |     |                     |

3. Матч в фонд любителей легкой атлетики
| Москва            | 4:5 | КС «Орехово» |
| ----------------- | --- | ------------ |
| - Житарев - Манин |     |              |

| Москва: А. Мартынов («Новогиреево») – Кастелло (БКС), Тяпкин (СКЛ) – Игнатов («Новогиреево»), Н. Романов (СКЛ), М. Романов (ЗКС) – Н. Денисов (КФС), П. Золкин («Новогиреево»), Манин («Унион»), Житарев (ЗКС), С. Романов (ЗКС) КС «Орехово»: Н. Макаров – В. Мишин, М. Савинцев – А. Куликов, К. Андреев, А. Акимов – Голубков, А. Томлинсон, В. Чарнок, Л. Золкин, МкДональд |

4. Тренировочный матч
| Москва (II) | 4:0 | «Замоскворецкий» КС |
| ----------- | --- | ------------------- |
|             |     |                     |

| Москва: А.Мартынов («Новогиреево») – В.Лаш («Унион»), Н.Коротков («Новогиреево») – Розанов (КФС), Фельдгенгауэр («Унион»), Антропов («Унион») – М. Смирнов («Унион»), Мей (БКС), А. Филиппов (КФС), Баранов (КФС), М. Филиппов (КФС) «Замоскворецкий» КС: Бабыкин – Лебедев, П. Попов – Филатов, Мартынов, Н. Никитин – Варенцов, В. Сысоев, Шлегель, Житарев, Ф.Розанов |

5. Тренировочный матч
| Москва | 5:0 | Москва (II) |
| ------ | --- | ----------- |
|        |     |             |

| Москва: Матрин («Унион») - В.Миндер («Унион»), Воронцов («Новогиреево») - Воздвиженский (ЗКС), Н.Романов (СКЛ), П.Попов (ЗКС) - Денисов (КФС), А.Троицкий («Унион»), Манин («Унион»), Житарев (ЗКС), Л.Смирнов («Унион») Москва: А.Мартынов («Новогиреево») - Римша, Антропов (I) («Унион») - Антропов (II) («Унион»), М.Романов (ЗКС), Матрин (II) («Унион») - М.Смирнов («Унион»), П.Миндер («Унион»), Баранов (КФС), МкКиббин («Унион»), С.Романов (ЗКС) |

6. Открытие стадиона в Серпухове
| Москва | 1:1 | КС «Орехово» |
| ------ | --- | ------------ |
|        |     |              |

| Москва: Матрин («Унион») – В.Лаш («Унион»), В.Иванов («Унион») – А.Акимов (КСО), В.Чарнок (КСО), Д.Воздвиженский (ЗКС) – М.Смирнов («Унион»), А.Троицкий («Унион»), Б.Манин («Унион»), В.Житарев (ЗКС), Л.Смирнов («Унион») КС «Орехово»: Гринвуд – Куликов, В.Мишин – Гаскелл (тренер сборной), Я.Чарнок, Э.Чарнок – О.Паур, Томлинсон, Гофф (ЗКС), М.Савинцев, Н. Кынин |

7. Тренировочный матч
| Москва | 5:2 | Москва (II) |
| ------ | --- | ----------- |
|        |     |             |

| Москва: Матрин («Унион») - Т.Джонс (БКС), Воронцов («Новогиреево») - П.Попов (ЗКС), Гаскелл (тренер), Антропов («Унион») - Денисов (КФС), А.Троицкий («Унион»), Манин («Унион»), Горелов («Унион»), Л.Смирнов («Унион») Москва: Мартынов («Новогиреево») - Ромм («Быково»), В.Лаш («Унион») - МкКиббин («Унион»), Фельгенгаэур («Унион»), Калмыков («Унион») - М.Смирнов («Унион»), Мей (БКС), А.Филиппов (КФС), Баранов (КФС), С.Филиппов (КФС) |

8. Товарищеский матч
| Москва | 7:1 | КС «Орехово» |
| ------ | --- | ------------ |
|        |     |              |

| Москва: Матрин («Унион») – В.Лаш («Унион»), Воронцов («Новогиреево») – Антропов («Унион»), В.Чарнок (КСО), А.Акимов (КСО) – Н.Денисов (КФС), А.Троицкий («Унион»), А.Филиппов (КФС), Житарев (ЗКС), Л.Смирнов («Унион») КС «Орехово»: Гринвуд – М.Савинцев, В.Мишин – Куликов, Я.Чарнок, Н.Кынин – О.Паур, Томлинсон, МкДональд, А.Мишин, Э.Чарнок |

9. Товарищеский матч
| Москва                    | 2:1 | Лига Николаевской ж/д |
| ------------------------- | --- | --------------------- |
| - Манин 23′ - Житарев 40′ |     | - 86′ Чинилин         |

| Москва: Матрин («Унион») – Ф.Джонс (БКС), Воронцов («Новогиреево») – Антропов («Унион»), Воздвиженский (ЗКС), Фельдгенгауэр («Унион») – Н.Денисов (КФС), А.Троицкий («Унион»), Манин («Унион»), Житарев (ЗКС), Л. Смирнов («Унион») Лига Николаевской ж/д: Федоров (СКС) – В.Лаш («Сходня»), Н.Коротков («Останкино») – Горшков («Останкино»), М.Романов («Останкино»), Сафонов («Владыкино») – С.Романов («Останкино»), Золкин («Останкино»), Поляков (СКС), Чинилин («Владыкино»), Алпатов («Владыкино») |

10. Тренировочный матч
| Москва (II) | 1:5 | «Замоскворецкий» КС |
| ----------- | --- | ------------------- |
|             |     |                     |

| Москва: А.Мартынов («Новогиреево») – В.Лаш («Унион»), Н.Коротков («Новогиреево») – Розанов (КФС), Фельдгенгауэр («Унион»), Антропов («Унион») – М. Смирнов («Унион»), Мей (БКС), А. Филиппов (КФС), Баранов (КФС), М. Филиппов (КФС) «Замоскворецкий» КС: Бабыкин – Лебедев, П.Попов – Н.Никитин, Мартынов, Д.Воздвиженский – Воронцов, В.Сысоев, Шлегель, Житарев, Ф.Розанов |

11. Товарищеский матч
| Москва                                   | 6:1 | Лига Казанской ж/д |
| ---------------------------------------- | --- | ------------------ |
| - Житарев 1′ - Манин 44′ - Воздвиженский |     | - 5:1′ (пен.)      |

| Москва: Матрин («Унион») – Т.Джонс (БКС), Воронцов («Новогиреево») – Антропов («Унион»), Воздвиженский (ЗКС), В.Лаш («Унион») – Н.Денисов (КФС), А.Троицкий («Унион»), Манин («Унион»), Житарев (ЗКС), Л. Смирнов («Унион») Лига Казанской ж/д: Свифт («Вешняки») – В.Иванов («Быково»), Кононов («Вешняки») – А.Васильев («Быково»), Миллер («Томилино»), Морозов-I – М.Смирнов («Быково»), Борисов («Томилино»), В.Соколов («Быково»), Мартынов («Люберцы»), Морозов-II («Вешняки») |

12. Матч II сборной с Норвегией 
| Москва (II)                                    | 1:4 | Норвегия                                            |
| ---------------------------------------------- | --- | --------------------------------------------------- |
| - Сысоев 52' (пен.) - Н.Никитин 78′ 90' (пен.) |     | - 15′ Хелльсен - 23′ 36′ К.Педерсен - 47′ Лауритсен |

| Москва: А.Мартынов («Новогиреево») – Эйдж (ЗКС), В.Лаш («Унион») – Попович (СКЛ), Ньюман (БКС) , Антропов («Унион») – М.Смирнов («Унион»), В.Сысоев (ЗКС), Мей (БКС), Н.Никитин (ЗКС), Л.Золкин (КСО) Норвегия: Омонд - М.Андерсен, Бьеркхольт - В.Хансен , Халльберг, Г.Андерсен - Б.Хансен, Лауритсен, Рууд, К.Педерсен, Хелльсен |

13. Традиционный матч «чемпион - сборная турнира» Чемпионата Москвы 1913 года
| Москва | 2:3 | КС «Орехово» |
| ------ | --- | ------------ |
|        |     |              |

| Москва: А.Мартынов («Новогиреево») – Кастелло (БКС), Морозов (ЗКС) – Попович (СКЛ), М.Романов (ЗКС), Д.Воздвиженский (ЗКС) – Фосс («Новогиреево»), Житарев (ЗКС), Н.Денисов (КФС), Н.Никитин (ЗКС), С.Романов (ЗКС) КС «Орехово»: Гринвуд - Куликов, В.Мишин - Э.Чарнок, В.Чарнок, А.Степанов - Н.Кынин, МкДональд, Кротов, Томлинсон, Голубков |

14. Товарищеский матч
| Москва | 2:2 | «Сокольнический» КЛ |
| ------ | --- | ------------------- |
|        |     |                     |

| Москва: Матрин («Унион») – Кастелло (БКС), Н. Савостьянов (КФС) – Скворцов («Новогиреево»), Ньюман (БКС), Макарьевский (КФС) – Фосс («Новогиреево»), А.Троицкий («Унион»), Н.Денисов (КФС), А.Филиппов (КФС), В.Лаш («Унион») «Сокольнический» КЛ: Свифт – Кононов, Тяпкин – Морозов, Н.Романов, Попович – Лебедев, Мартынов, Жуков, Васильев, Ермаков |

|  |  |  |

|  |  |